# .lb

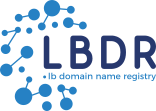

.lb는 레바논의 인터넷 국가 코드 최상위 도메인이다. Lebanese Domain Registry(LBDR)에서 관리한다. 1993년에 개설되었다.

## 2차 도메인
- com.lb - 상업
- edu.lb - 교육
- gov.lb - 정부
- net.lb - 네트워크
- org.lb - 조직